# Noa Ben-Gur

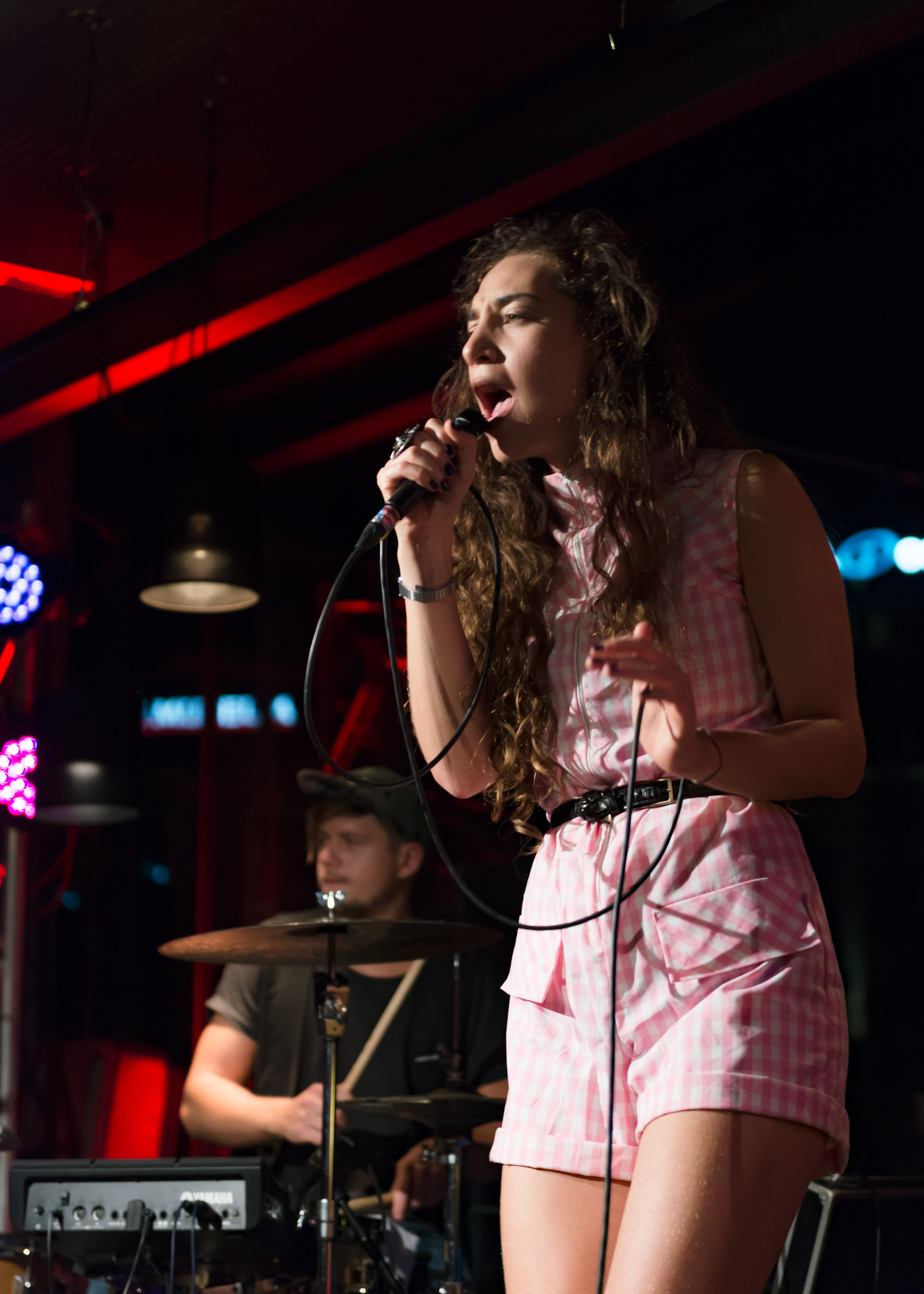
Noa Ben-Gur, 2016

Noa Ben-Gur (hebräisch נועה בן גור; geboren vermutlich in Tel Aviv, Israel) ist eine amerikanisch-israelische Singer-Songwriterin sowie Beraterin für Art Direction und Marketing Content mit Wohnsitz in Wien.

## Leben
Ben-Gur wurde in Israel geboren und wuchs in Brooklyn und in Tel Aviv auf. Ihre Mutter ist US-Amerikanerin, ihr Vater Israeli mit irakischen Wurzeln. Zu ihrer Bat Mizwa bekam sie ihre erste Gitarre geschenkt.
Sie studierte von 2007 bis 2011 an der Universität Tel Aviv und schloss mit einem Bachelor in „Voice and Opera“ sowie einem weiteren Bachelor in „Soziologie und Anthropologie“ ab. Von 2012 bis 2014 studierte sie an der Universität Wien, wo sie das Masterstudium „Science, Technology and Society“ absolvierte. Im Jahr 2015 gewann sie gemeinsam mit Thorsteinn Einarsson, Lukas Hillebrand und Alex Pohn den Amadeus Austrian Music Award in der Kategorie „Songwriter des Jahres“ für den Song Leya.
Seit Oktober 2015 arbeitet Ben-Gur mit dem Wanda-Produzenten Paul Gallister an dem Soul-Funk-Rock-Projekt Playing Savage. Ihre erste Single Bigger präsentierte sie im April 2016, das Album soll bei Seayou Records erscheinen.